# IC 3249
IC 3249 је елиптична галаксија у сазвјежђу Береникина коса која се налази на листи објеката дубоког неба у Индекс каталогу.
Деклинација објекта је + 25° 26' 40" а ректасцензија 12h 23m 17,9s. Привидна величина (магнитуда) објекта IC 3249 износи 15,5 а фотографска магнитуда 16,5.